# Cistovníkovec chathamský
Cistovníkovec chathamský (Poodytes rufescens) je vyhynulý ptačí druh, který žil endemitně na Chathamských ostrovech. Historicky byl znám pouze z ostrova Mangere, ale fosilní pozůstatky byly nalezeny také na ostrově Pitt a Chatham. 

## Systematika
První exemplář odchytil sběratel Charles Traill na ostrově Mangere poněkud netradičním způsobem, a sice „sražením kamenem“. Získaný exemplář poslal Siru Walteru Bullerovi, který ho v roce 1869 popsal jako nový ptačí druh Sphenoeacus rufescens. Cistovníkovec chathamský byl od doby svého popisu přeřazen do mnoha jiných rodů jako Megalurus, Bowdleria, Megalurus, a od roku 2014 se řadí do rodu Poodytes. Podle molekulárních dat je nejbližším příbuzným cistovníkovce chathamského cistovníkovec novozélandský (Poodytes punctatus) z Nového Zélandu. Oba druhy se od sebe vydělily před zhruba 2,6 miliony lety.

## Popis

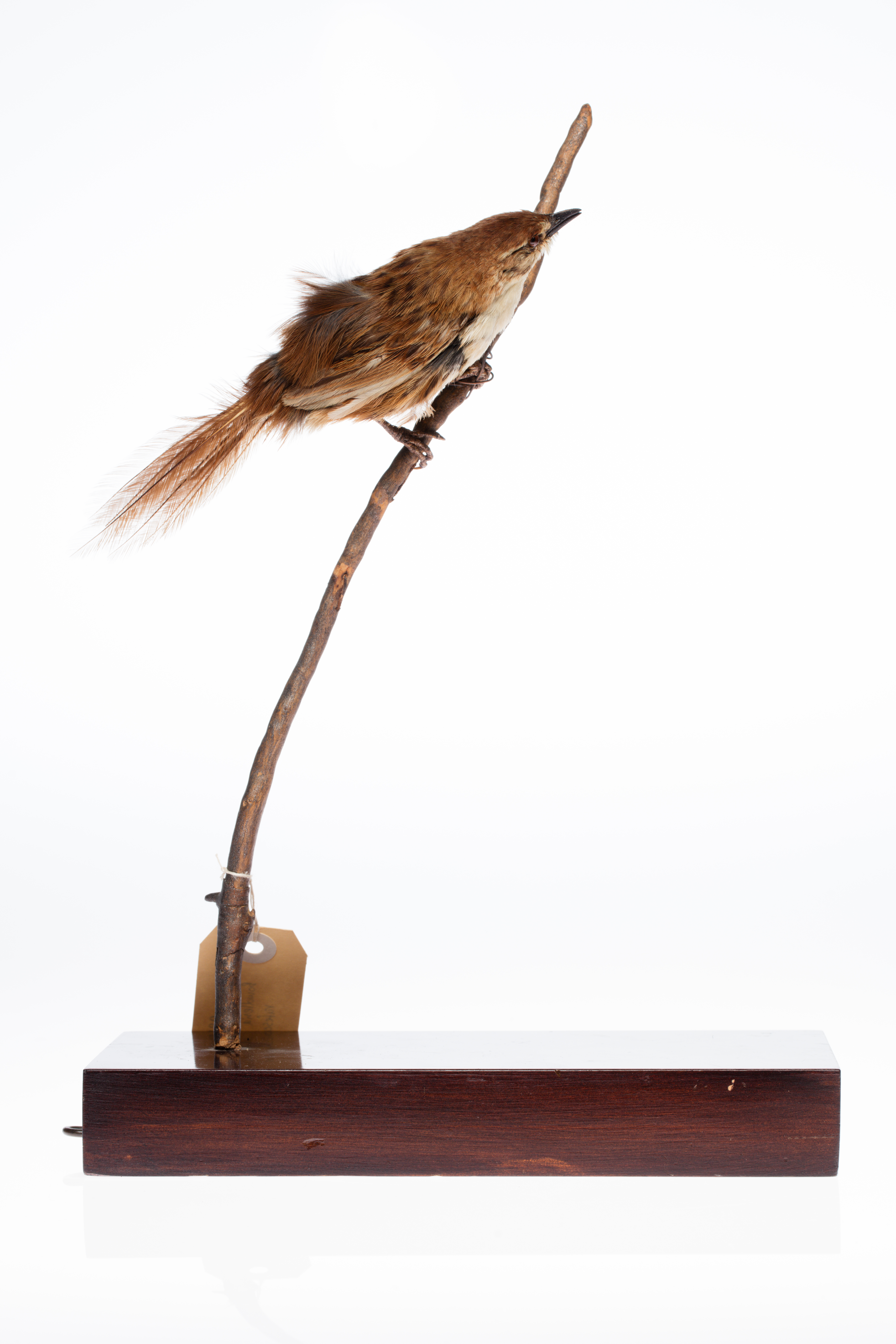
Vycpaný exemplář z Aucklandského muzea

Cistovníkovec chathamský dosahoval délky 18 cm a váhy kolem 39 g. Na rozdíl od cistovníkovce novozélandského měl bílé spodní partie bez skvrnění. Svrchní strana těla byla rezavohnědá. Ocas byl dlouhý. Oproti cistovníkovci novozélandskému měl cistovníkovec chathamský mohutné nohy a prsty, zatímco křídla byla relativně menší, což naznačuje, že cistovníkovec chathamský měl redukovanou schopnost letu.

## Biologie a ekologie
O cistovníkovci chathamském se nedochovaly takřka žádné informace. Dobové zprávy vyzdvihují jeho příznačný píšťalkovitý hlas připodobněný k zapískání člověka, když se snaží získat pozornost někoho jiného. Cistovníkovec chathamský se pravděpodobně živil  hmyzem. Živé exempláře byly zaznamenány pouze na ostrově Mangere, avšak kosterní pozůstatky se našly i na ostrově Chatham a Pittově ostrově, z jejichž množství lze konstatovat, že se jednalo o kdysi široce rozšířený druh napříč Chathamskými ostrovy.

## Vyhynutí
Z ostrova Chatham byl cistovníkovec chathamský pravděpodobně vyhlazen již krátce po příjezdu Polynésanů, kteří na ostrov dovlekli krysu ostrovní. Cistovníkovec, podobně jako řada dalších ostrovních druhů ptáků, neměl vyvinuté instinkty proti predátorům a pro krysy byl snadnou kořistí. Na Pittově ostrově cistovníkovci chathamští vyhynuli po roce 1831, kdy byly na ostrov zavlečeny kočky. Poslední exemplář byl odchycen na ostrově Mangere v roce 1895, tedy tři roky poté, co byly na ostrov introdukovány kočky za účelem biologické kontroly králíků.
Dochované exempláře lze najít v Aucklandském muzeu, v Přírodovědném muzeu v Harvardu, v Berlíně, v Chicagu, v Christchurchi, v Přírodopisném muzeu v Londýně, ve Světovém muzeu v Liverpoolu, v Americkém přírodovědném muzeu, v Paříži, v Pittsburghu a ve Stockholmu.